# Hipoteri
Els hipoteris (Hippotherium) són un gènere extint de mamífers perissodàctils de la família dels èquids que visqueren entre el Miocè i el Pliocè a Euràsia. Tenien un aspecte més rodanxó i les potes més curtes que els cavalls d'avui en dia, així que eren ràpids i àgils, però incapaços de córrer grans distàncies sense cansar-se. Es devien alimentar de fulles i herba. Alguns dels fòssils més antics d'aquest grup s'han trobat al Vallès Occidental (Catalunya).